# 전주북일초등학교
전주북일초등학교는 대한민국 전북특별자치도 전주시에 있는 공립 초등학교이다.

## 학교 연혁
- 1989년 11월 1일 전주북일초등학교 개교. 24학급 편성
- 1990년 12월 28일 어학실 설치
- 1993년 7월 28일 일본 카고시마현에 있는 3개 소학교와 자매결연
- 1997년 3월 1일 도 지정 영어 연구학교
- 2000년 3월 1일 도 지정 인터넷 정보활용 시범학교(30학급)
- 2000년 7월 14일 전국의 초등학교로는 최초로 천문대 설치
- 2001년 10월 31일 도 지정 인터넷 정보 활용 연구 시범학교 공개
- 2003년 6월 13일 다목적 강당 준공
- 2003년 11월 27일 중국 남경시 중산소학교 자매결연 조인서 체결
- 2004년 8월 7일 급식소 준공
- 2008년 9월 1일 제9대 김창규 교장 부임
- 2009년 9월 25일 도지정 도서관 활성화 연구학교 공개
- 2010년 2월 12일 제20회 졸업식(총 227명)
- 2010년 3월 2일 시업식(총 36학급)
- 2010년 9월 1일 제10대 이강엽 교장 부임
- 2011년 2월 17일 제21회 졸업식(총 225명)
- 2011년 3월 2일 시업식(총 33학급. 1학년 신입생 144명)
- 2011년 3월 14일 2학년 1개 학급 증반(총34학급)
- 2012년 3월 2일 시업식 (총 34학급. 신입생 141명)
- 2012년 4월 20일 대한민국 좋은학교 선정
- 2012년 6월 4~6일 좋은학교 박람회 참가
- 2012년 9월 1일 제11대 김서경 교장 부임
- 2013년 2월 8일 제23회 졸업식(총 198명)
- 2013년 3월 1일 전라북도교육청 지정 혁신학교 선정
- 2013년 3월 4일 시업식(총 36학급, 신입생 136명)
- 2014년 2월 13일 제24회 졸업식(총182명)
- 2014년 3월 3일 시업식(총 32학급, 신입생 130명)
- 2014년 9월 1일 제12대 안종호 교장 선생님 부임
- 2015년 2월 13일 제25회 졸업식(총141명)
- 2015년 3월 2일 시업식(총 32학급, 신입생 146명)

## 참고 자료
- 전주북일초등학교 - 한국교육학술정보원 학교알리미